# 出口実
出口 実（でぐち みのる、1972年7月4日 - ）は、兵庫県出身の元バスケットボール選手である。ポジションはパワーフォワード。

## 来歴
北陸高校では１年次に３年生でキャプテンであった佐古賢一らとともにインターハイ優勝を経験し、さらに名古屋で開催されたアジアジュニア選手権日本代表に選ばれ、優勝に貢献。
その後、筑波大学に進学し在学中は2年から日本学生選抜に選出される。
社会人では河内敏光率いる三井生命に入社し2年目からは日本代表のスターターとして活躍。
高校時代から長身ながら柔らかいプレイと正確なミドルショットを得意とし、日本代表では3Pも放つ走れる大型長身フォワードとして活躍した。
1997年東アジア大会に出場。
1999年、三井生命の休部に伴い、大阪のクラブチームでプレーした後、引退。

## 経歴
- 北陸高校 - 筑波大学 - 三井生命（1994年〜1999年） - はじめまして

## 日本代表歴
- 1990アジアジュニア選手権
- 1997東アジア大会